# 細胞質
細胞質（さいぼうしつ、cytoplasm）は、細胞の細胞膜で囲まれた部分である原形質のうち、細胞核以外の領域のことを指す。細胞質は細胞質基質の他、特に真核生物の細胞では様々な細胞小器官を含む。細胞小器官の多くは生体膜によって他の部分と隔てられている。細胞質は生体内の様々な代謝や、細胞分裂などの細胞活動のほとんどが起こる場所である。細胞質基質を意図して誤用される場合も多い。
細胞質のうち、細胞小器官以外の部分を細胞質基質または細胞質ゲルという。細胞質基質は複雑な混合物であり、細胞骨格、溶解した分子、水分などからなり、細胞の体積の大きな部分を占めている。なので人の細胞質基質はゲルであり、繊維のネットワークが溶液中に散らばっている。この細孔状のネットワークと、タンパク質などの高分子の濃度の高さのため、細胞質基質の中では分子クラウディングと呼ばれる現象が起こり、理想溶液にはならない。このクラウディングの効果はまた細胞質基質内部の反応も変化させる。

## 構成
細胞質には3つの主要な要素がある。細胞質基質、細胞小器官、封入体である。

### 細胞質基質

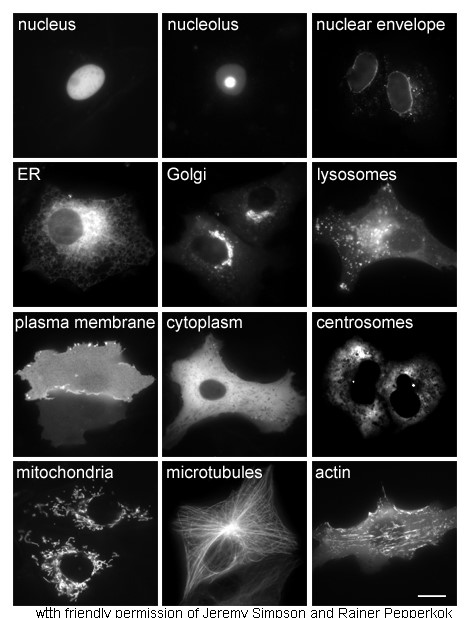
細胞内の様々な小器官や構造の中のタンパク質。 GFPによる標識。

細胞質基質は、細胞質のうち細胞小器官と封入体以外の部分である。細胞質基質は半透明な液体であり、様々な細胞質の要素がその中に漂っている。細胞質基質は一般的な細胞の体積の約70%を占め、水、塩、低分子の有機化合物などからなる。細胞質はまた細胞骨格を形作るタンパク質繊維や水溶性タンパク質、リボソーム、プロテアソームなどの大きな構造、まだ良くわかっていないヴォールトなどを含んでいる。細胞質の内側の部分は顆粒を多く含み、比較的流動性に富んでいて、これを内質（endoplasm）と呼ぶ。対して外側の部分は外質（ectoplasm）と呼ばれる。

### 細胞小器官
細胞小器官は生体膜で包まれた、細胞中で固有の機能を持つ部分である。主要な細胞小器官としてはミトコンドリア、小胞体、ゴルジ体、リソソームなどがある。植物細胞では他に葉緑体、液胞などがある。

### 封入体
封入体は細胞質基質中に浮かぶ不溶性物質の集合体である。細胞内含有物ともいう。生物種や細胞の種類ごとに異なる種類の封入体が存在する。たとえば植物に見られるシュウ酸カルシウムや二酸化ケイ素の結晶（プラント・オパール）の他、デンプン、グリコーゲン、ポリヒドロキシ酪酸（PHB）などのエネルギー貯蔵物質の顆粒などである。特に広く見られるものは、油滴（もしくは脂質滴、lipid droplet）である。これは球状の液滴で、脂質とタンパク質の混合物であり、原核生物にも真核生物にも見られる。脂肪酸やステロールなどの脂質の保存のために使われる。脂質保存に特化した細胞である脂肪細胞では、体積の多くを油滴が占める。